# Christelle Lechevalier
Christelle Lechevalier (ur. 27 września 1968 w Falaise) – francuska polityk i działaczka samorządowa, posłanka do Parlamentu Europejskiego VIII kadencji.

## Życiorys
Pracowała w przedsiębiorstwach branży przemysłowej. W 1981 wstąpiła do Frontu Narodowego. Została sekretarzem tego ugrupowania w departamencie Calvados. W 2014 wybrana do rady miejskiej w Giberville, a w 2015 do rady regionu Normandia.
W wyborach w 2014 bez powodzenia kandydowała do Europarlamentu. W czerwcu 2017 objęła mandat posłanki do PE w miejsce Marine Le Pen. Została członkinią grupy Europa Narodów i Wolności.